# Discografie
O discografie (din greaca veche: diskos – disc și graphein – a scrie) reprezintă o listă, în general exhaustivă, de înregistrări sonore redate pe suporturi audio (disc de ebonită sau vinil, bandă de magnetofon, casetă audio, CD, download digital ș.a.) sau audio-video (videocasetă, DVD) care au în comun interpretul, compozitorul, dirijorul, casa de discuri, perioada de apariție ș.a.m.d. Astfel, discografia interpretului George Enescu cuprinde materialele cu înregistrări în care acesta apare în postura de violonist; discografia sa de compozitor conține materiale cu înregistrări ale lucrărilor sale, iar cea de dirijor include imprimări cu Enescu la pupitrul dirijoral. Se poate vorbi de o discografie a casei de discuri Electrecord, cuprinzând materiale produse aici. Discografii după perioada de apariție se pot găsi, de pildă, în publicații periodice unde sunt prezentate imprimări lansate de la editarea numărului anterior.
Există autori (îndeosebi în scrierile mai vechi) care, sub argumentul etimologiei cuvântului „discografie”, nu iau în considerare într-o asemenea listă imprimările care nu se găsesc pe disc (eventual CD – compact disc și DVD – digital versatile disc) și le tratează separat.
Discografia joacă adesea rolul de cronologie a evoluției artistice a unui muzician (fie el interpret sau compozitor), a istoriei unui gen muzical (de exemplu, primele imprimări pe care piesele rock sunt notate sub această denumire și nu ca foxtroturi) sau a unei case de discuri (al miilea disc microsion, ultimul disc de vinil) ș.a.m.d.